# 平定臺灣戰圖
《平定臺灣戰圖》是一套清代御製的銅版圖，描繪清軍平定林爽文事件的戰役。
1786年（清乾隆51年）11月爆發的林爽文事件，是台灣清治期間最大規模民變，至1788年（乾隆53年）2月止才被平定，被乾隆帝列為「十全武功」之一，並命宮廷畫師繪製此戰圖，以表彰其功績。

## 圖面內容

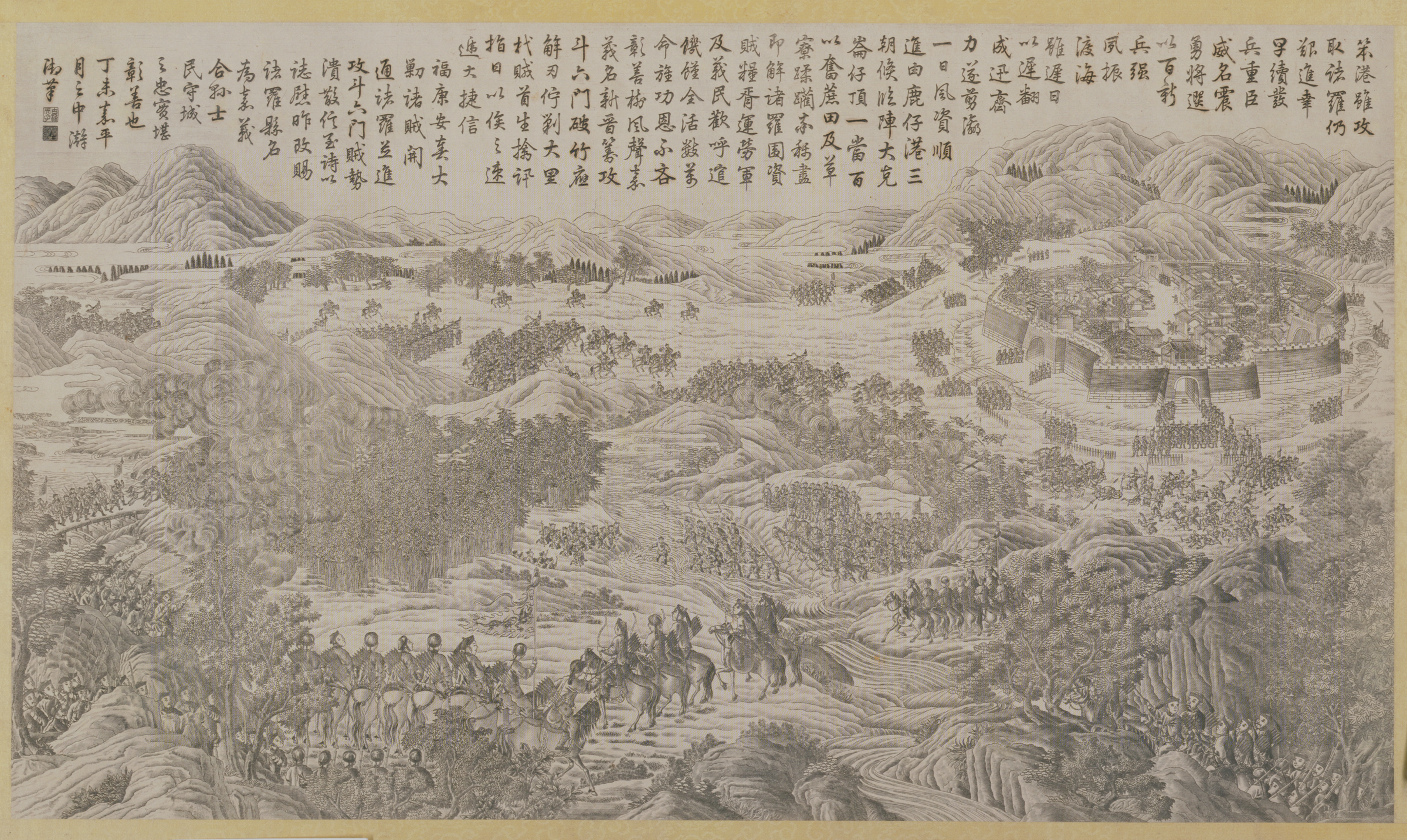
諸羅之戰
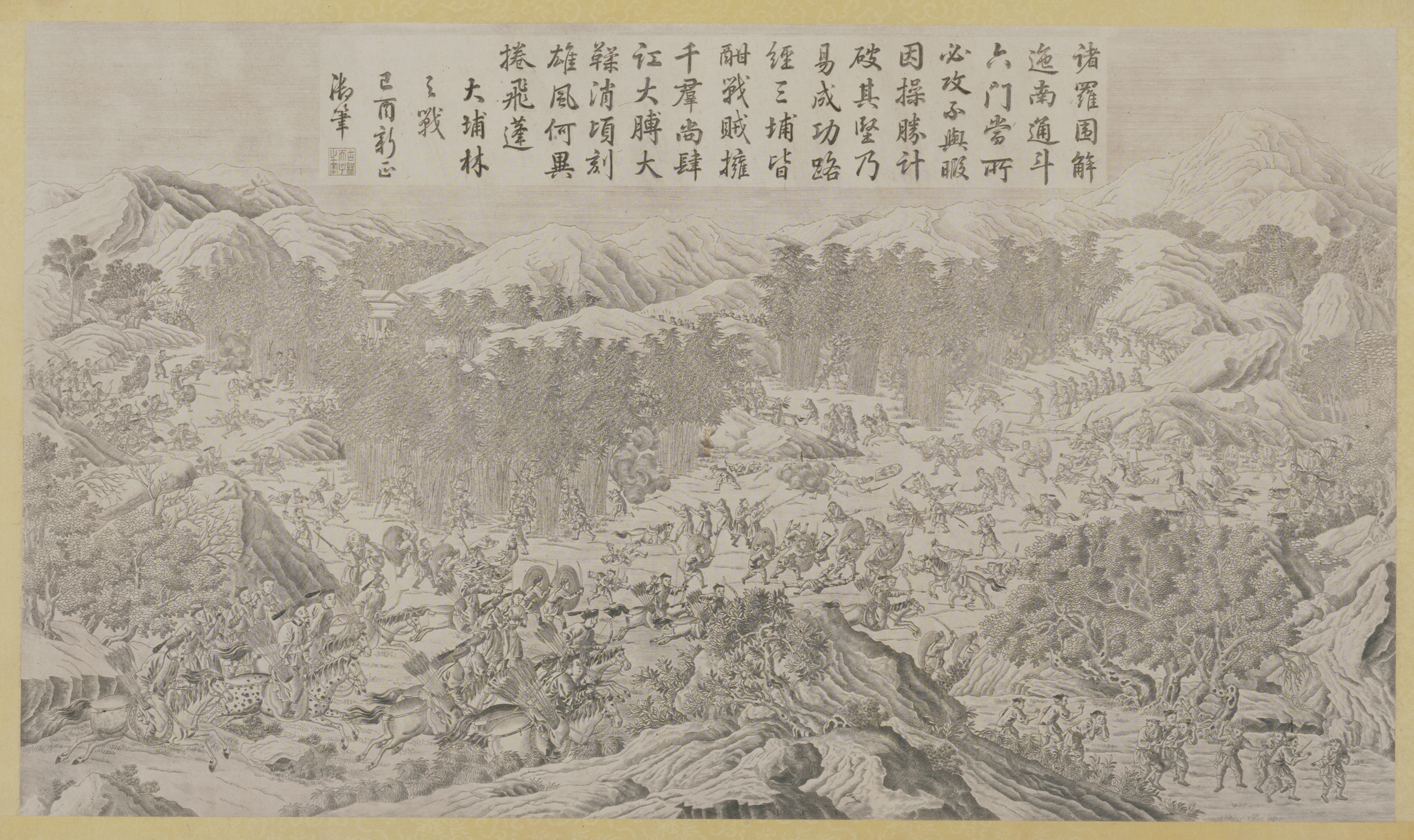
大埔林之戰
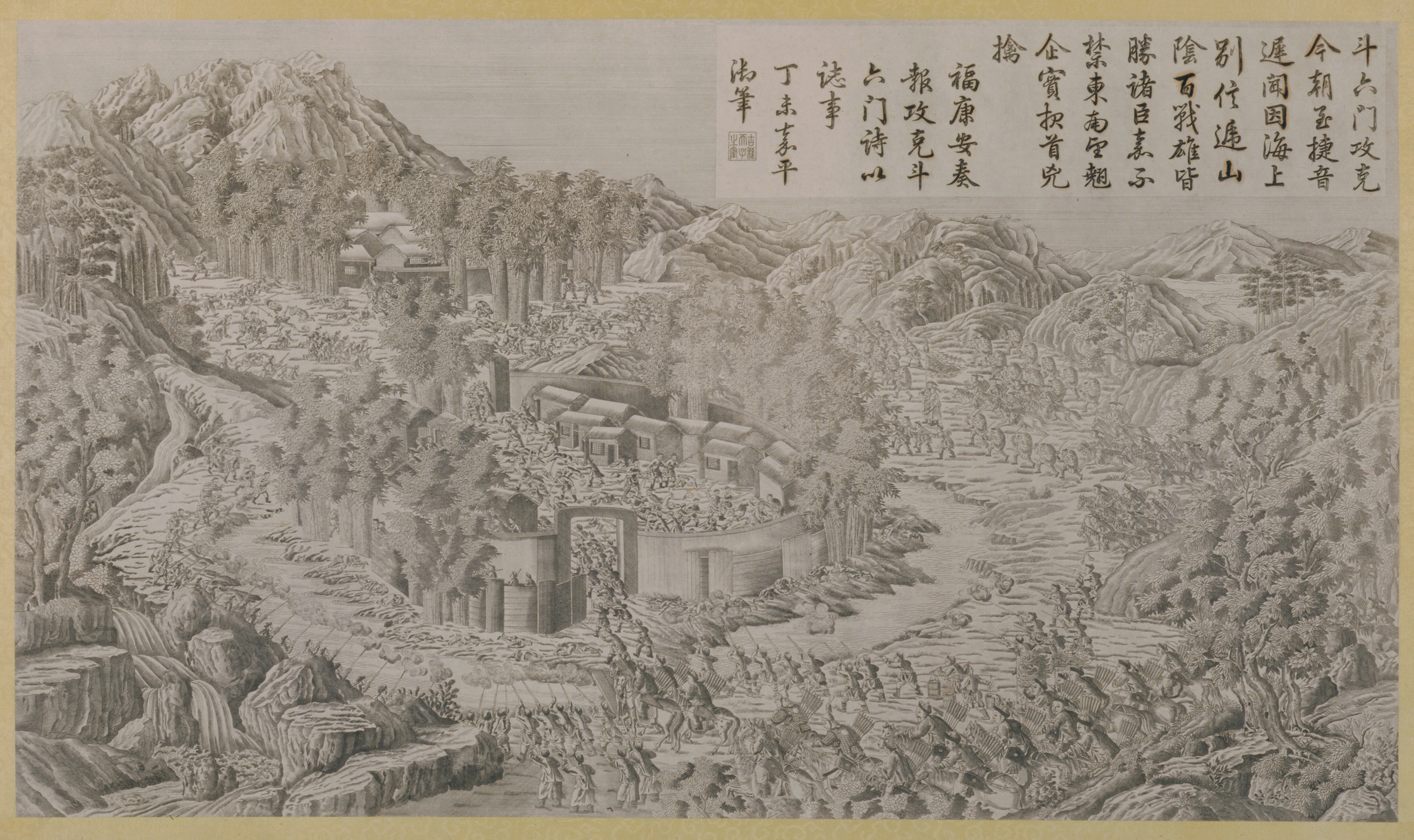
攻克斗六門
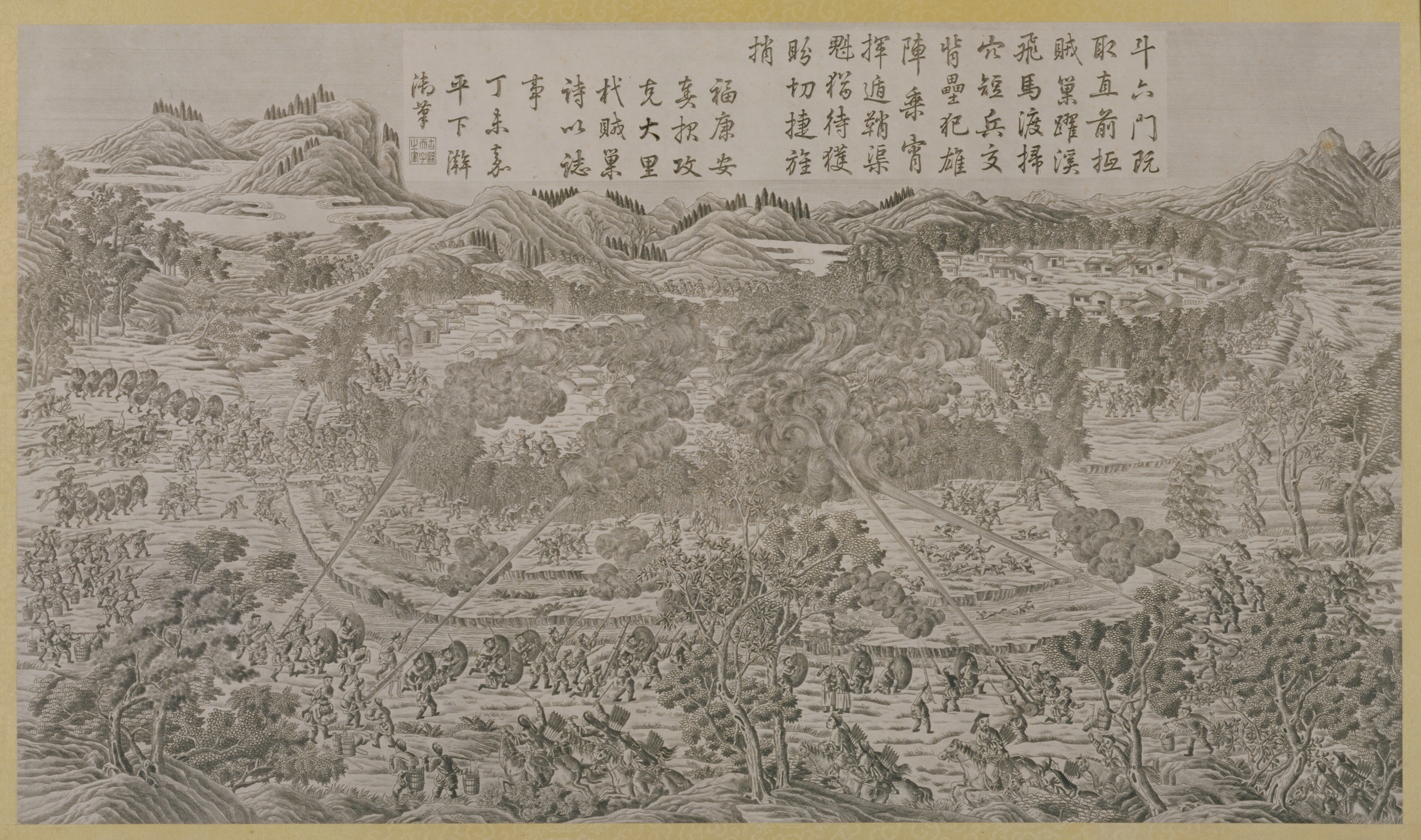
攻克大里杙
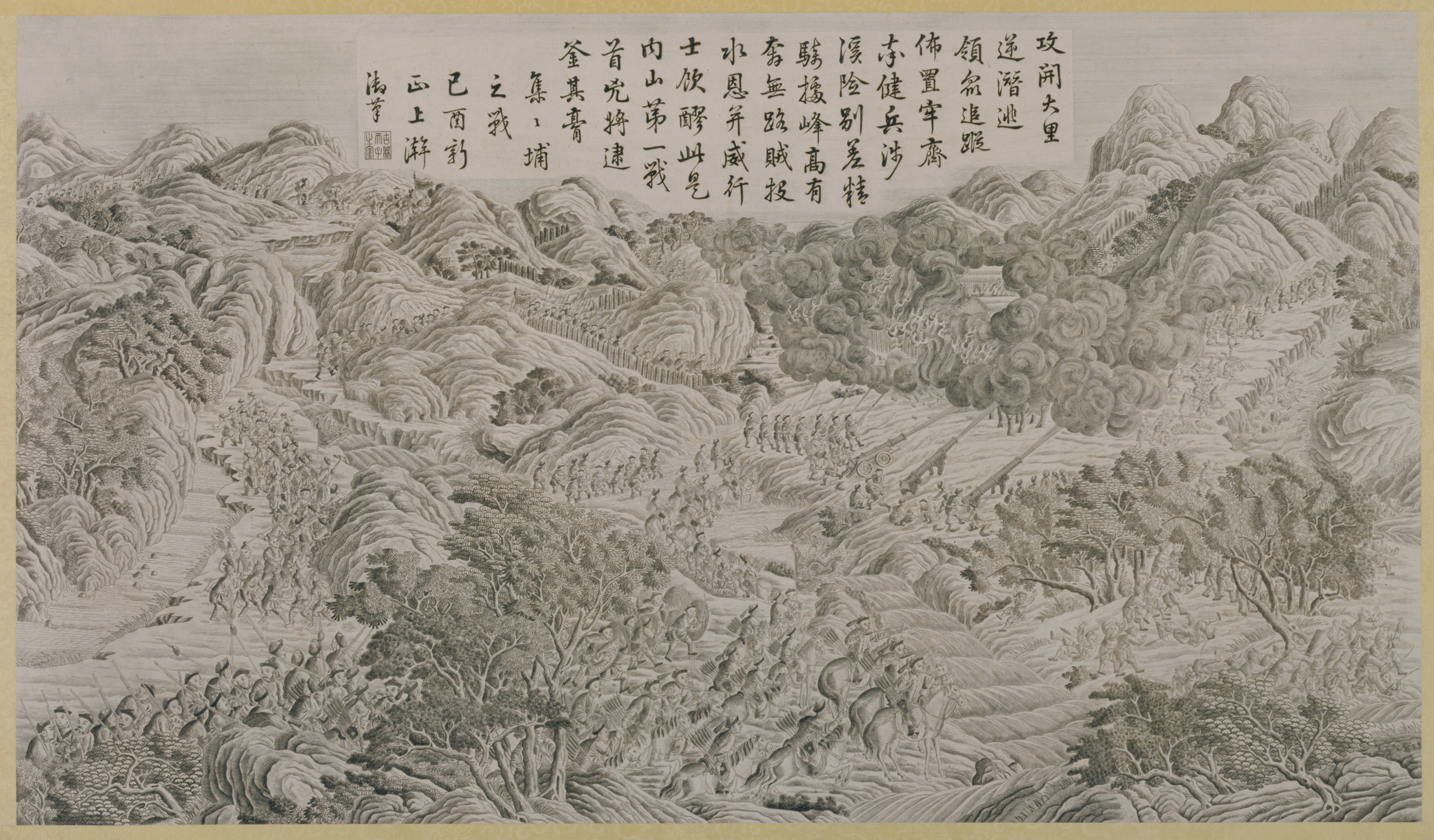
集集埔之戰
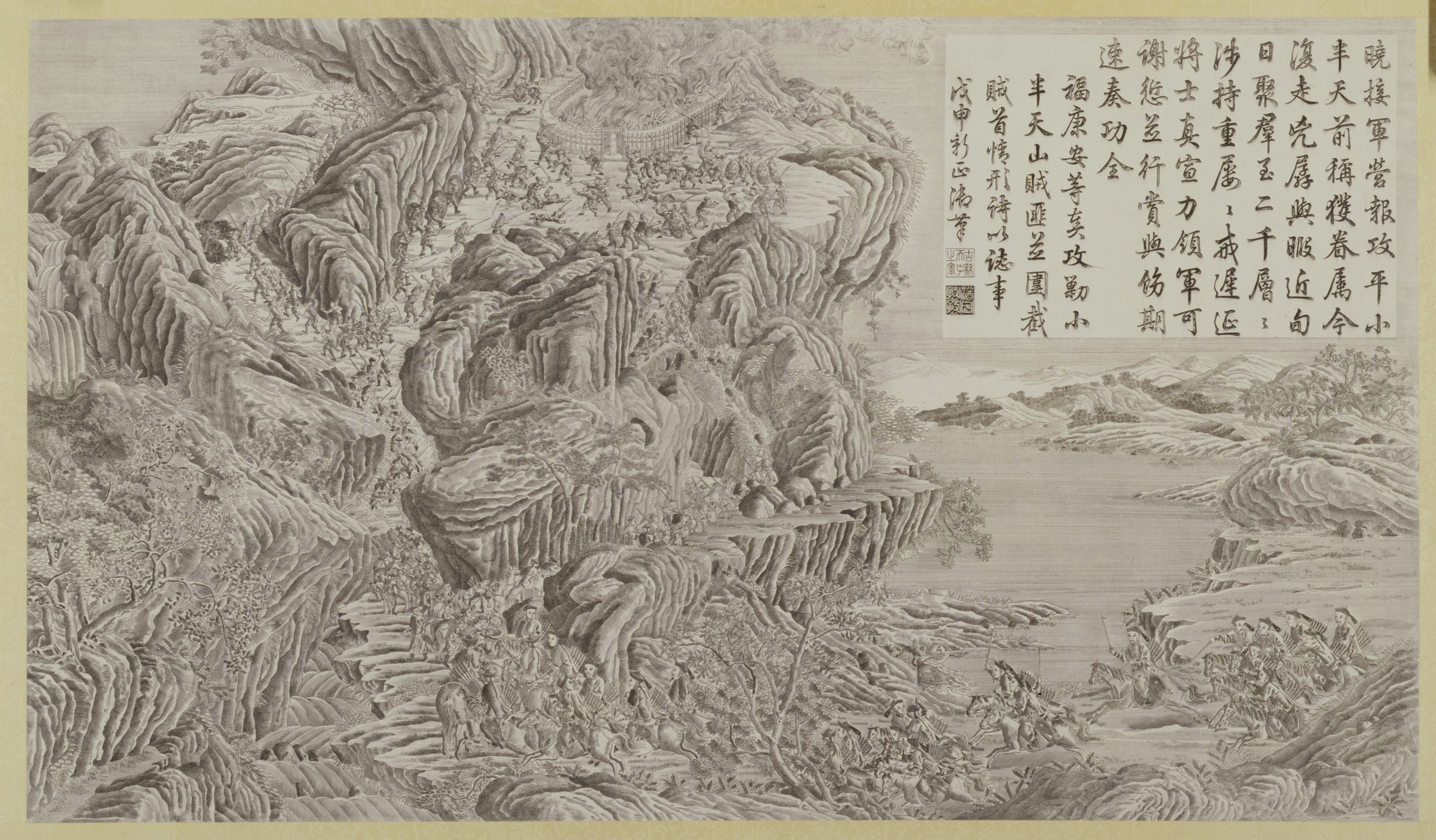
攻剿小半天山
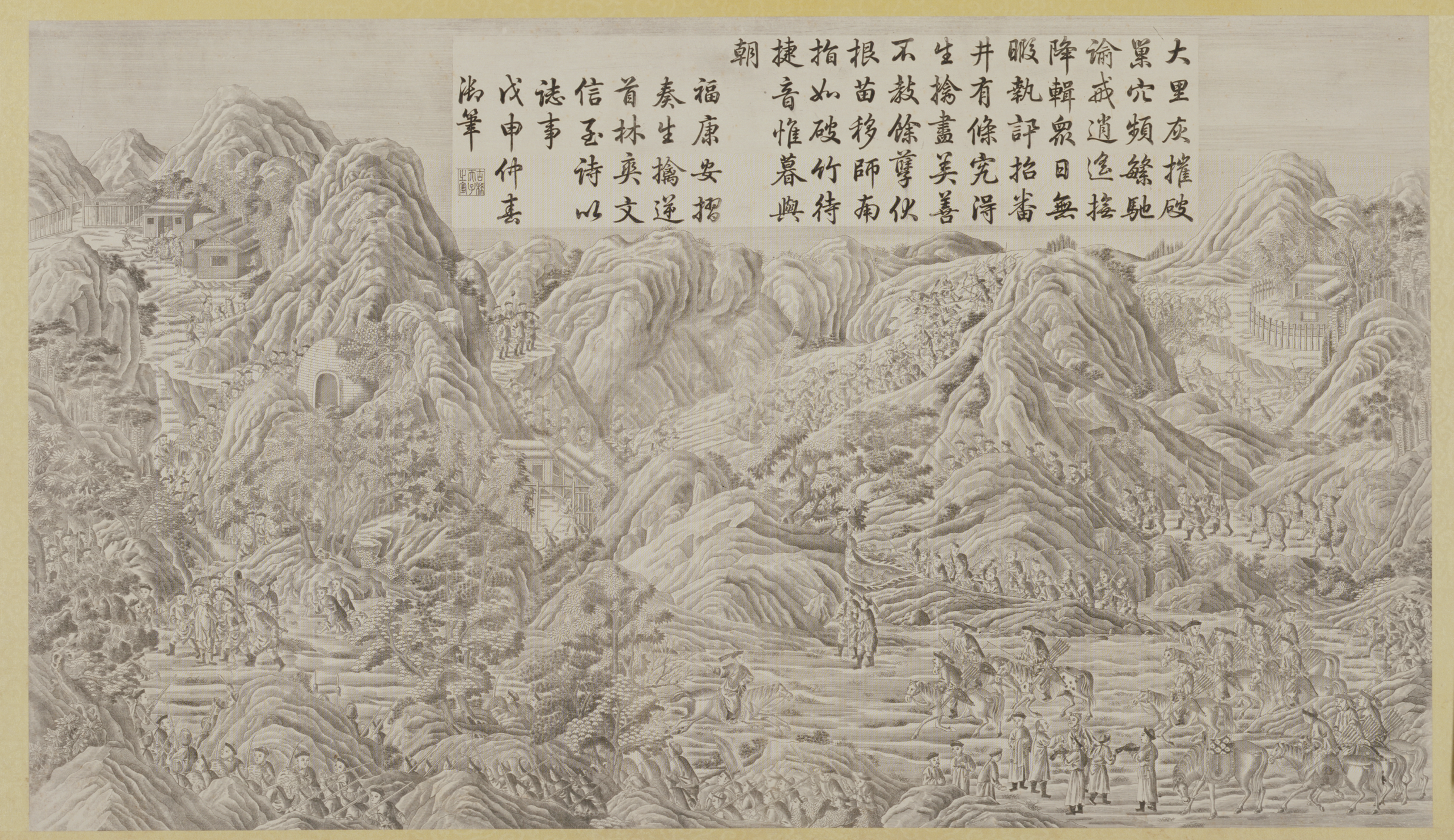
生擒林爽文
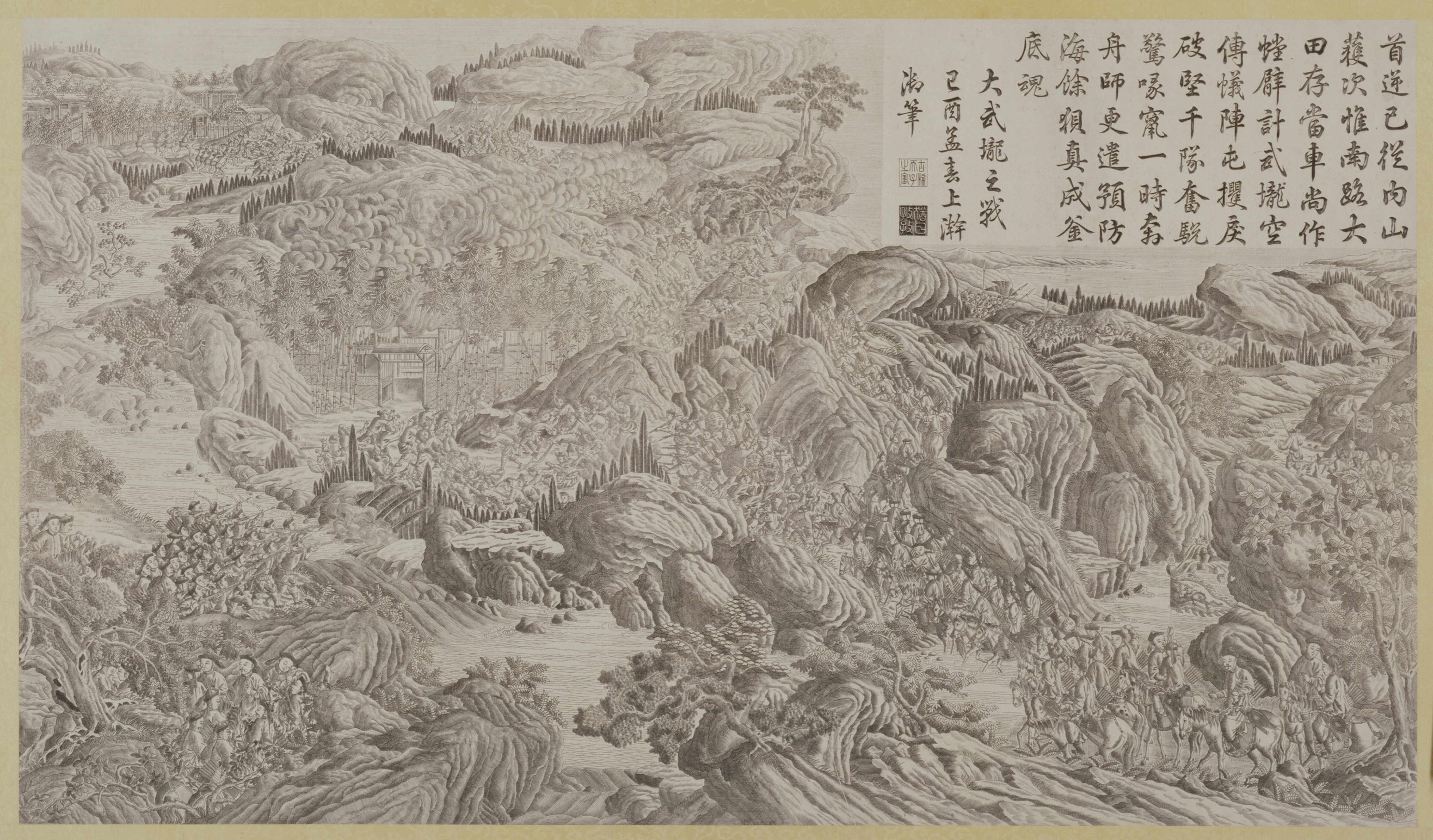
大武壠之戰
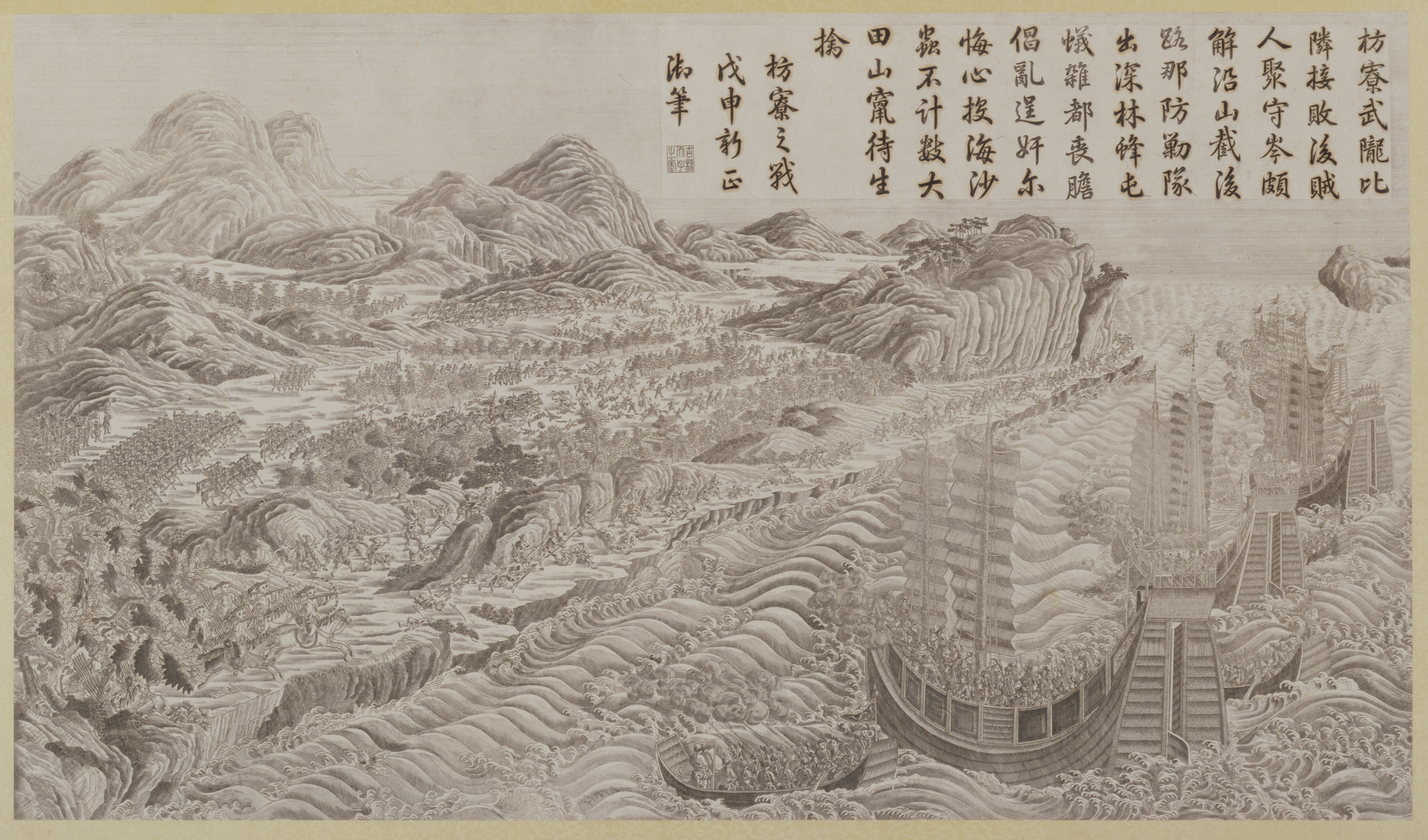
枋寮之戰
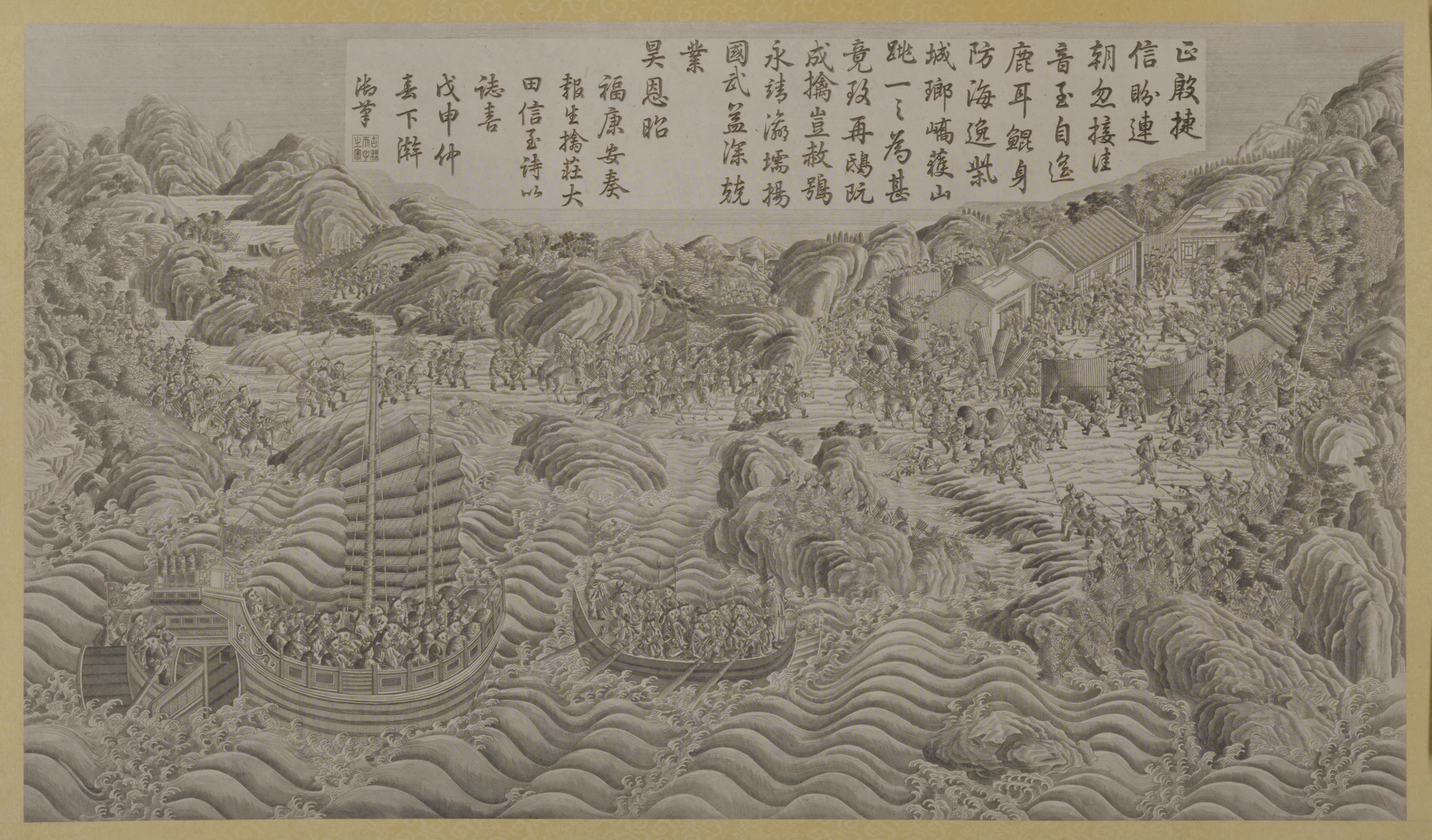
生擒莊大田
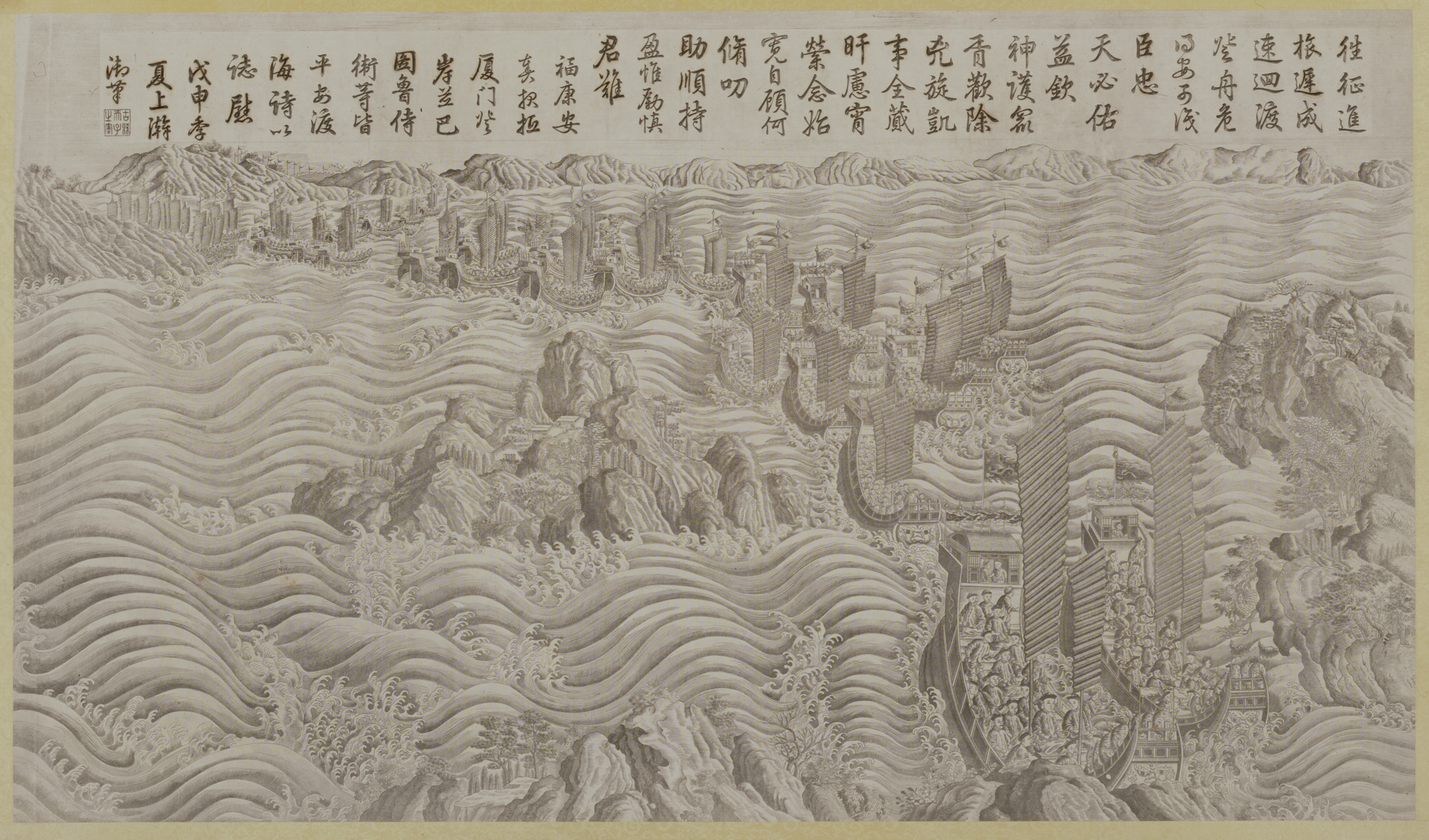
渡海凱旋
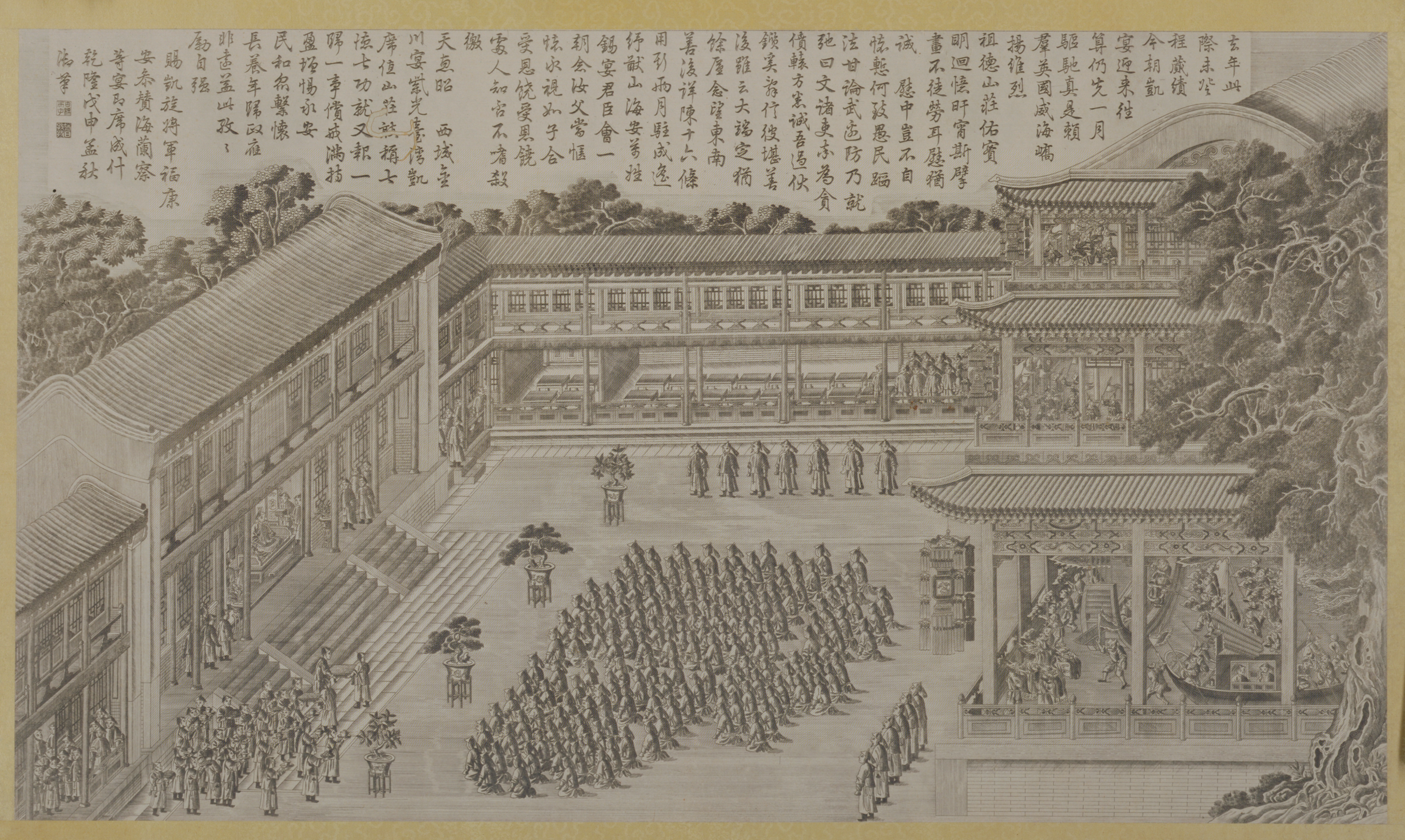
凱旋賜宴

這組戰圖目前有公開出版的是，由北京國際文化出版公出版的「清代御製銅版圖」中《平定臺灣戰圖》的12幅：諸羅之戰、攻克斗六門、攻克大里杙、攻勦小半天山、枋寮之戰、生擒林爽文、生擒莊大田、廈門登岸、凱宴諸將、大武壠之戰、集集埔之戰、大埔林之戰。另外，臺灣國立臺灣歷史博物館有收藏其中的8幅：大剿諸賊開通諸羅並進攻斗六門、大埔林之戰、攻克斗六門、攻剿小半天之賊匪、大武壠之戰、枋寮之戰、抵廈門登岸並巴圖魯侍衛等皆平安渡海凱旋、賜凱旋將軍福康安參贊海蘭察等宴。這是前者12幅中的8幅。
此12幅戰圖並未包含平定林爽文事件的所有戰事，其內容係事件的後半部，乾隆皇帝派大學士福康安赴台督辦軍務後，福康安自乾隆52年(1787)十一月初六於鹿港登陸臺灣至亂事平定凱旋回大陸止，戰圖呈現期間的10場重要戰役和2幅凱旋場景。
以下依照福康安征討路線的順序，來觀賞這組戰圖所對應的各場戰役之重點實況。:152-161
『諸羅之戰』圖：1787（乾隆52年）十一月初二福康安、海蘭察等於鹿仔港登陸，部署後於初六進軍，經二林、麥仔寮，初七抵元長莊，初八打通崙仔頂、崙仔尾，越過牛稠溪，抵達諸羅城（事件後記功改名嘉義，今嘉義市），解圍被困半年的諸羅城。此圖以諸羅城為場景，城內及城外近郊皆納入圖中；諸羅城已解圍，城門大開，城內平靜；城外僅剩有清軍與反抗軍的零星作戰；此圖所表現解圍後的景象。
『大埔林之戰』圖：諸羅之戰後，林爽文退到斗六門。清軍攻下諸羅城後，二十日發兵北上，民變群眾盤踞在中林、大埔林、大埔尾等三莊，清軍分三路進攻三莊。此圖表現清軍的騎兵和步兵沿路驅逐民變群眾。
『攻克斗六門』圖：十一月二十一日清軍抵達斗六門。斗六門是林爽文大本營大里杙的門戶，是反抗軍積存糧秣，民變群眾集結地。此圖以斗六門為中心，表現清軍重兵包圍斗六門的場景；呈現清軍攻入柵欄，大規模殺戮的景象。攻克斗六門後，二十二日福康安率軍至水沙連山口，已無民變群眾蹤跡。
『攻克大里杙』圖：林爽文返回其大本營─大里杙，清軍直逼大里杙。此圖以大里杙為中心，展現清軍以火砲轟擊的畫面；大里杙內也有三門大砲轟擊清軍，表現反抗軍大本營的實力；此圖表現大本營之戰激烈的程度。此役從二十四日晚一直戰到二十五日黎明，終於攻破大里杙，但仍無林爽文蹤跡。
『集集埔之戰』圖：十二月初一清軍抵平林仔隘口進入內山搜捕，初四到達集集埔，初五展開攻擊。此圖表現清軍以優勢武力掃蕩集集埔，軍隊在山林間行軍，清兵以箭槍射擊民變群眾；清軍架設火砲，轟擊集集埔，群眾紛紛逃命。這場戰役後，林爽文逃入內山，餘眾聚集小半天山頂，據險死守。
『攻勦小半天山』圖：十二月十八日清軍三路進軍小半天。此圖以小半天為中心，清軍從山下仰攻，以步兵為攻擊主力；反抗軍僅以木柵防護，清軍放火焚燒，展開屠殺，群眾逃命；另有一路屯番助戰，從山後包抄。此圖小半天表現山勢險峻，戰況激烈。
『生擒林爽文圖於老衢崎頂』圖：林爽文沿山逃亡，十二月二十四日夜間，於東勢角遭原住民襲擊，繼續往北逃去；乾隆53年(1788)正月初四逃到老衢崎，遭友人密報官兵被擒。此圖以樹林分割成密報和擒獲兩個畫面，一邊是一騎兵急奔報告擒獲林爽文，以及另一邊套著繩索的林爽文。
『大武壠之戰』圖：乾隆53年(1788)正月十三日，福康安揮軍南下。此時大武壠頭目來降，圖左上方有原住民聚落。此圖中清軍分別由左右進軍，大軍分三路，征討莊大田：由大竹排進山向大武壠北面進軍；哆囉嘓、洗布埤以西沿山搜捕；由灣裡溪、鐵線橋進兵。大軍十六日抵達牛莊，十九日到南潭。林爽文弟林勇糾眾盤據大武壠隘，十九日被清軍攻克。此役民變首領莊大田等率眾由內山敗走水底寮。
『枋寮之戰』圖：正月二十日清軍從南潭發兵，二十五日抵達下埤頭一帶。二十六日海蘭察直抵枋寮，民變群眾無法抵擋，落海無數；莊大田得知消息，逃往琅嶠山外柴城。二月初四清軍抵達風港，福康安重賞琅嶠各社，令其堵內山隘口；初五從風港出發，遇伏迎戰追擊至柴城，會同水師，海陸兩方面攻柴城，反抗軍已退無可退，有人中槍倒地，有人被迫投海。此圖以台灣最南端為場景，清軍海陸合攻，李泰翰認為，:159-160此圖是琅嶠山外的柴城戰役，場景畫得不夠恢弘，軍容未充分展現。
『生擒莊大田於琅嶠』圖：岸上房舍是主要場景，前有木柵防禦；此時木柵已被攻破，圖中被綁者是莊大田，房舍外清軍已團團包圍此地，此圖表現戰事大致平定。柴城被攻破後，莊大田率眾藏匿山谷中，初五莊大田及家眷、餘眾紛紛被擒。
戰圖最後兩幅分別是，福康安凱旋回大陸─『抵廈門登岸並巴圖魯侍衛等皆平安渡海凱旋』，以及乾隆皇帝設慶功宴於承德避暑山莊─『賜凱旋將軍福康安參贊海蘭察等宴』。

## 製作過程
乾隆於1788年（乾隆53年）二月命福康安將平定林爽文事件之重要征戰戰場詳細繪圖，以記錄戰功。福康安從台灣分兩次共交回16幅戰圖，由宮廷畫工重新繪製，並經乾隆挑選出12幅。:142-146其中兩幅《廈門登岸》和《凱宴諸將》，不在福康安交回的16幅內。有研究者認為此二幅是宮廷畫工根據乾隆題詩所繪。
後乾隆命姚文瀚和繆炳泰等七人，依先前的西域戰圖及金川戰圖的融入西方繪畫技巧的風格與尺寸，費時一年多重新繪製彩圖，以統整風格與尺寸。:146-148最後由如意館繪製清圖，交內務府造辦處刻銅版並壓印成圖，是首件由中國人獨立完成的戰爭銅版畫作品。:148-149每幅圖皆有乾隆題詩，題詩的年份介於1787－1789年間（乾隆52－54年間），推估這套銅版畫的製版時間在1789年之後。研究者普遍認為完成於1791－1792年（乾隆56－57年）間完成。:142

## 歷史研究意義及文化價值
1793年（乾隆57年）印成的《平定臺灣戰圖》後，分賞置諸省衙及各行宮收貯陳設。在朝廷的大力推廣下，時任江蘇巡撫的旗人奇豐額獲得版畫後，交蘇州織造外僱漆工作為樣稿，製作雕漆掛屏。乾隆60年初以例貢禮物敬獻皇帝，爾後宮中也在參考此一掛屏木刻技法重新製作，形成清代宮廷與蘇州間的技術與物質交流。地方製作的掛屏流傳相當廣，不少海外博物館有收藏。:194-195此反映出圖像的被重製及轉化運用，產生不同的媒材形式，更加產生傳播及宣傳的效益。
目前已知世界各地典藏《平定臺灣戰圖》的博物館機構有台灣的國立故宮博物院、國立台灣歷史博物館，以及中國歷史博物館、日本町田市立國際版畫美術館等館舍。:140由於此《平定臺灣戰圖》為罕見針對林爽文事件之圖像描繪史料，具有頗重要的參考及研究價值，對於相關議題的展示亦為重要的圖像展品。